# Nikelen Witter
Nikelen Acosta Witter (Rosário do Sul, 19 de setembro de 1973) é uma escritora, historiadora e professora universitária brasileira.
É professora do Departamento de História da Universidade Federal de Santa Maria (UFSM) e uma das mais importantes representantes no Brasil do gênero steampunk.
Em 2018, juntamente com os escritores AZ Cordenonsi e Enéias Tavares, recebeu os Prêmios Le Blanc  e AGES - da Associação Gaúcha de Escritores  - de melhor romance para a obra escrita à 6 mãos Guanabara Real e a Alcova da Morte (2017, Ed. Avec).
Foi indicada na categoria de Melhor Romance de Entretenimento no 62.º Prêmio Jabuti com o livro Viajantes do Abismo (2019), publicado pela editora Avec. O romance também venceu o Prêmio Odisseia de Literatura Fantástica na categoria narrativa longa de Ficção Científica. 
Em 2022, recebeu o Prêmio Açorianos na categoria Conto pelo livro Dezessete Mortos (2020), publicado pela editora Avec. 
Foi duas vezes finalista do Prêmio Argos, em 2013 com o romance Territórios Invisíveis (2012, Ed. Estronho/ 2017, Ed. Avec); e em 2020, com Viajantes do Abismo. 

## Biografia
Nikelen nasceu no município de Rosário do Sul, em 1973. Filha de Aldrovando Valério Witter e Elza de Oliveira Acosta. O pai era técnico em telecomunicações e a mãe era professora de primeiras letras. Em 1975, nasceu sua única irmã, Anie. Em 1980, mudou-se com a família para a cidade de Santa Maria, no centro do estado do Rio Grande do Sul. Lá, estudou no Instituto Metodista Centenário durante o período em que a instituição testou os princípios da Educação Libertadora, experiência que causou profunda marca em sua formação. 
Em 1990, ingressou no curso de Direito da UFSM, mas já em 1993 transferiu-se para o curso de História na mesma universidade. Graduou-se em 1997, pela Universidade Federal de Santa Maria. No mesmo ano ingresso no Mestrado em História do Brasil na Pontifícia Universidade Católica do Rio Grande do Sul (PUCRS), o qual defendeu em em 1999. Esse trabalho acabou sendo publicado pela EDIPUCRS sob o título de Dizem que Foi Feitiço: as práticas de cura no Sul do Brasil (1845-1880) (2001). 
Em 1998, Nikelen se casou com seu namorado de faculdade, o historiador e também escritor Luís Augusto Ebling Farinatti. No ano 2000, ela iniciou sua carreira docente dando aulas no departamento de Fundamentos da Educação na UFSM como professora substituta (2000 - 2001) e no curso de Centro Universitário Franciscano (depois Universidade Franciscana), onde trabalhou até o ano de 2016.
Em 2003, Nikelen e o marido foram para o Rio de Janeiro para cursar o doutorado. Ela ingressou Universidade Federal Fluminense (UFF), e defendeu sua tese Males e epidemias:  governantes, sofredores e curadores no Sul do Brasil (século XIX), trabalho no qual investiga a pandemia de cólera de 1855.
Além de professora e historiadora, Nikelen foi colunista do Jornal Sul21 (2011-2014). 
Em 2011, iniciou a carreira como escritora profissional coma publicação do conto steampunk Pena e o Imperador na coletânea Steampink (Ed. Estronho), no ano seguinte, publica seu romance de estreia, Territórios Invisíveis (2012), o qual é finalista do Prêmio Argos. No ano seguinte, se torna uma das organizadoras da Odisseia de Literatura Fantástica, juntamente com os escritores Duda Falcão, César Alcazar, Christopher Kastensmith  e Christian David. Por questões profissionais, ela se afasta da organização em 2014, mantendo-se como colaboradora eventual. 
No final de 2016, Nikelen ingressou como docente na Universidade Federal de Santa Maria, onde passa a atuar no curso de História, no mestrado profissionalizante em História e na Especialização em Estudos de Gênero. Suas pesquisas ficam mais direcionadas ás questões de gênero e a literatura de massas, elementos convergentes na produção de suas obras ficcionais.
Em 2017, publicou com os escritores A.Z. Cordenonsi e Enéias Tavares, o romance steampunk escrito à 6 mãos Guanabara Real e a Alcova da Morte o qual vence, no ano seguinte, o primeiro Prêmio Le Blanc de romance e o Prêmio AGES de romance juvenil. Também em 2017, republica Territórios Invisíveis pela ed. Avec.
Em 2019, publicou Viajantes do Abismo, romance steampunk indicado na categoria de Melhor Romance de Entretenimento no 62.º Prêmio Jabuti.

## Publicações selecionadas
- Dezessete Mortos (2020)
- Viajantes do Abismo (2019)
- A Alcova da Morte (2017), com A.Z. Cordenonsi e Enéias Tavares
- Territórios invisíveis (2017)
- Dizem que foi Feitiço: as práticas da Cura no Sul do Brasil (1845-1880)